# Paul Kaiser (Kulturwissenschaftler)
Paul Kaiser (* 1961 in Freiberg) ist ein deutscher Kunst- und Kulturwissenschaftler, Kurator und Publizist. Er gilt als Experte für ostdeutsche Kunst, ist wissenschaftlicher Mitarbeiter an der TU Dresden und Direktor des Dresdner Instituts für Kulturstudien. Mit einem Artikel in der Sächsischen Zeitung, in dem er die mangelnde Präsenz von DDR-Kunstwerken in den Museen kritisierte, entfachte er 2017 den sogenannten Dresdner Bilderstreit.

## Leben
Kaiser studierte ab 1984 Ästhetik, Kulturtheorie und -geschichte an der Humboldt-Universität zu Berlin. Nach seinem Abschluss 1989 arbeitete er zunächst freiberuflich als Kulturjournalist, unter anderem für Zeitschriften wie die Wirtschaftswoche, das Zeit Magazin und den Tagesspiegel. Von 1993 bis 1995 war Kaiser PR-Berater und Referent für Presse- und Öffentlichkeitsarbeit bei der Leipziger Messe. In den Jahren 1996 bis 1998 war er Projektleiter und Gastkurator am Deutschen Historischen Museum in Berlin und stellte dort die Ausstellung „Boheme und Diktatur in der DDR“ zusammen. Anschließend folgte eine Anstellung beim Kunstfonds Dresden zur Vorbereitung der Ausstellung „Enge und Vielfalt. Auftragskunst und Kunstförderung in der DDR“.
Seit 1999 arbeitet Kaiser als wissenschaftlicher Mitarbeiter an der TU Dresden. Er forscht unter anderem zur DDR-Geschichte, Kunstsoziologie, zum Kunstmarkt der Gegenwart und dem Bürgertum in der DDR. Seit 2005 verfasst er Artikel als Kunstkorrespondent des Ringier-Verlages, unter anderem für Zeitschriften wie Cicero; Themengebiete sind der internationale Kunstmarkt und zeitgenössische deutsche Malerei. Seine Dissertation zur Offizialkultur und künstlerischen Gegenkultur im DDR-Staatssozialismus schloss er 2008 ab. Er kuratiert regelmäßig Ausstellungen, die sich mit DDR-Kunst beschäftigen. Kaiser ist verantwortlich für die Forschungskoordination des Bildatlas: Kunst in der DDR, einer vom Bundesministerium für Bildung und Forschung geförderten Online-Datenbank zu Kunst, die in der sowjetischen Besatzungszone beziehungsweise der DDR entstanden ist.
Kaiser wurde 2017 Direktor des 2010 gegründeten Dresdner Instituts für Kulturstudien, bei dem er seit Gründung im Vorstand für Wissenschaft und Kunst aktiv war.

## Dresdner Bilderstreit
Am 18. September 2017 veröffentlichte die Sächsische Zeitung unter dem Titel „Wende an den Wänden“ einen Text Kaisers, in dem er dem Dresdner Kunstmuseum Albertinum vorwirft, mit „brachialer Geste und ganz ohne Begründung ... die kunstgeschichtliche Epoche zwischen 1945 und 1990 aus der Schausammlung ins Depot entsorgt“ zu haben. Kaiser sieht darin eine Fortsetzung der schon in den 1990er-Jahren begonnenen „Stellvertreter-Abrechnung an den Bildern, mit denen Generationen sozialisiert worden waren“. Er attestiert den Verantwortlichen, die dem „westdeutsch dominierten Kunstbetrieb[]“ entstammen, „koloniale[] Attitüden, mit denen man den Ostdeutschen das Sehen lehren wollte“. Allen voran kritisiert Kaiser die Direktorin des Museums Hilke Wagner, die ostdeutsche Kunstwerke so umfassend aus den „einst der ostdeutschen Kunst vorbehaltenen Räumen[n]“ entfernt hat, dass Besucher den Eindruck bekommen könnten, „dass es die DDR nie gegeben habe“. Kaiser entfachte damit den „seit der Wiedervereinigung schwelende[n] Bilderstreit um die Akzeptanz“ ostdeutscher Kunstwerke neu.
Nach Veröffentlichung von Kaisers Artikel entflammte eine Debatte um DDR-Kunst, die sowohl im Feuilleton als auch politisch ausgetragen wurde. Die AfD-Fraktion im Sächsischen Landtag stellte im September 2017 eine Kleine Anfrage, um ermitteln zu lassen, wie viele DDR-Kunstwerke noch in den Dauerausstellungen des Albertinums gezeigt werden. Das Sächsische Staatsministerium für Wissenschaft und Kunst führte auf, dass 77 Werke, die in der DDR entstanden sind, im Museum gezeigt werden. Kaiser kritisierte jedoch, dass diese Zahl irreführend sei, da die Werke aus Sonderausstellungen und solche aus der Schaupräsentation der Skulpturensammlung mitgezählt wurden, obwohl sowohl die Kleine Anfrage der AfD als auch sein Artikel in der Sächsischen Zeitung die geringe Präsenz von DDR-Kunst in der dauerhaften Schausammlung des Museums zum Thema hatten. Tatsächlich seien nur noch vier in der DDR entstandene Kunstwerke in der Dauerausstellung vertreten.
Die Museumsdirektorin Hilke Wagner, die nach eigener Aussage in Folge der Debatte um Kaisers Artikel Hassbriefe und Rücktrittsforderungen erhalten hatte, widersprach dem Vorwurf, sie hätte DDR-Kunstwerke ins Depot entsorgt. Stattdessen hätte sie die Werke gegen solche unbekannterer DDR-Künstler ausgetauscht, um „der Dresdner Bevölkerung gerade die Arbeiten [zu] präsentieren, die noch nicht die angemessene Anerkennung bekommen haben“. Ein allein „nostalgisches oder rein soziologisch geprägtes Interesse“ begründe ihr zufolge keine Pflicht des Museums, vermehrt DDR-Kunst zu zeigen.
Zur Schlichtung des Streits luden die Staatlichen Kunstsammlungen im November 2017 schließlich zum „Bilderstreit mit Blickkontakt“ ein, bei dem 16 Experten aus Kunst, Wissenschaft und Politik diskutierten und sich mit den Fragen der über 500 Zuschauer auseinandersetzten. Einige Stimmen im Publikum sprachen den Museumsverantwortlichen aufgrund ihrer westdeutschen Herkunft die Kompetenz ab, ein ostdeutsches Museum angemessen zu gestalten, und drückten Bedauern darüber aus, dass ostdeutscher Kunst im gesamtdeutschen Kunstbetrieb eine so geringe Stellung eingeräumt wird. Die Generaldirektorin der Staatlichen Kunstsammlungen Marion Ackermann begründete den geringen Anteil von Ostkunst in den Sammlungen mit praktischen Raumproblemen und hob hervor, dass dahinter keine „konforme Westverschwörung“ stecke.
Parallel zur von Kaiser losgetretenen Debatte kündigten diverse Museen in den Neuen Bundesländern an, sich in größeren Ausstellungen mit Werken von DDR-Künstlern zu beschäftigen. Das Potsdamer Barberini zeigte im Herbst 2017 in der Ausstellung „Hinter der Maske. Künstler in der DDR“ mehr als 100 Werke von 87 Künstlern und lockte damit mehr als 110.000 Besucher an. Auch die Ausstellung „Schnee von gestern“ in der Dresdner Galerie Holger John lockte im Januar 2018 ungewöhnlich viele Besucher an. Das Museum der bildenden Künste in Leipzig zeigte ab April 2018 eine Sonderausstellung zum bedeutenden DDR-Maler Arno Rink, der auch als Hochschullehrer großen Einfluss auf kommende Generationen von ostdeutschen Künstlern, insbesondere die sogenannte Neue Leipziger Schule, hatte. Das Kunstmuseum Moritzburg in Halle (Saale) zeigte beginnend ab Mai 2018 die Ausstellung „Wege der Moderne. Kunst in der SBZ/DDR 1945 bis 1990“. Im Juli 2018 gab das Leipziger Museum der bildenden Künste schließlich bekannt, dass es im Sommer 2019 eine von Paul Kaiser kuratierte Ausstellung zur ostdeutschen Kunst der Vor- und Nachwendezeit unter dem Titel „Point of no return“ zeigen werde. Der Fokus der Schau soll auf dem Umgang der bildenden Künstler mit Friedlicher Revolution, Wende und Umbruch liegen; mehr als 130 Kunstwerke von 60 Künstlern sollen gezeigt werden. Auch Arbeiten von Künstlern, die zwar in der DDR geboren wurden, aber nicht mehr in direkten Kontakt mit dem DDR-Kunstsystem kamen, sich nun aber teilweise mit Fragen von Hegemonie und Kolonialisierung auseinandersetzen, sollen präsentiert werden.
Insgesamt fügt sich der Dresdner Bilderstreit in eine größere gesellschaftliche Debatte um die vermeintliche kulturelle Kolonialisierung Ostdeutschlands und kulturelle Hegemonie Westdeutschlands ein.

## Ausstellungen als Kurator (Auswahl)
- 1997 Deutsches Historisches Museum Berlin: Boheme und Diktatur in der DDR[29]
- 1999 Festung Königstein als Teil des Kunstfonds des Freistaates Sachsen: Enge und Vielfalt. Auftragskunst und Kunstförderung in der DDR[30]
- 2009 vier Orte in Dresden: ohne uns!. Kunst und alternative Kultur in Dresden vor und nach 1989[31]
- 2009 Museum der bildenden Künste Leipzig: 60/40/20. Kunst in Leipzig seit 1949[32]
- 2010 Kunstsammlung Gera: Sachsen am Meer. Strandszenen und Gesellschaftsbilder[33]
- 2012 Angermuseum Erfurt: Tischgespräch mit Luther. Christliche Bilder in einer atheistischen Welt.[34][35]
- 2012 Kunstsammlung Gera: Schaffens(t)räume. Atelierbilder und Künstlermythen in der ostdeutschen Kunst[36]
- 2012 Neues Museum Weimar: Abschied von Ikarus. Bildwelten in der DDR – neu gesehen[37]
- 2013 Neue Sächsische Galerie Chemnitz: Schicht im Schacht. Die Kunstsammlung der Wismut – eine Bestandsaufnahme[38]
- 2015 Braukeller Gera: Perspektiven. Motive aus der Wismut-Kunstsammlung – damals und heute[39]
- 2017 Neue Sächsische Galerie Chemnitz: Roter Oktober – Kommunismus als Fiktion und Befehl[40]
- 2017 Galerie Alte Schule Ahrenshoop: Elbhang und Weststrand – Dresdner Künstler in Ahrenshoop[41]
- 2017 Angermuseum Erfurt: Josep Renau und sein Erfurter Wandbild[42]
- 2018 Energiefabrik Knappenrode Hoyerswerda: Kunst+Kohle. Arbeit und Bergbau in der DDR-Kunst.[43]
- 2019 Museum der bildenden Künste Leipzig: Point of no return[17][22][44]
- 2021 Kunstmuseum Moritzburg Halle: Sittes Welt – Willi Sitte: Die Retrospektive[45][46][47]

## Veröffentlichungen (Auswahl)
- (als Hrsg.) Boheme und Diktatur in der DDR. Gruppen, Konflikte, Quartiere. 1970 bis 1989. Fannei und Walz, Berlin 1997, ISBN 978-3-927574-39-7.
- (als Hrsg.) Enge und Vielfalt – Auftragskunst und Kunstförderung in der DDR: Analysen und Meinungen. Junius, Hamburg 1999, ISBN 978-3-88506-011-6.
- (als Hrsg.) Abstraktion im Staatssozialismus: Feindsetzungen und Freiräume im Kunstsystem der DDR. VDG Weimar, Weimar 2003, ISBN 978-3-89739-134-5.
- Boheme im „Arbeiter-und-Bauern-Staat“: Offizialkultur und künstlerische Gegenkultur im DDR-Staatssozialismus. Dissertation 2007.
- (als Hrsg.) Bilderstreit und Gesellschaftsumbruch: Die Debatte um die Kunst der DDR im Prozess der deutschen Wiedervereinigung. B & S Siebenhaar Verlag, Berlin/Kassel 2013, ISBN 978-3-936962-33-8.
- Boheme in der DDR: Kunst und Gegenkultur im Staatssozialismus. Dresdner Institut für Kulturstudien, Dresden 2016, ISBN 978-3-9816461-5-3.
- Arno Rink und die Leipziger Schule. In: Arno Rink. Ich male! (Ausstellungskatalog) Hirmer Verlag, München 2018, ISBN 978-3-7774-3019-5.[48][49]
- (als Hrsg.) Sittes Welt – Willi Sitte: Die Retrospektive. E.A. Seemann Verlag, Leipzig 2021, ISBN 978-3-86502-467-1.

## Nachweise
1. 1 2 3 4 5 6 7  Jessica Lingert: Dr. Paul Kaiser. In: Uni Marburg. 24. Juli 2012, abgerufen am 6. April 2019.
2. 1 2 3  Paul Kaiser. In: Clio Online – Fachportal für die Geschichtswissenschaften. 2010, abgerufen am 6. April 2019.
3. ↑  Paul Kaiser: Teutsche Flachware. In: Cicero. 26. Oktober 2005, abgerufen am 6. April 2019.
4. ↑  Über das Projekt – Kunst in der DDR. In: Bildatlas DDR Kunst. Abgerufen am 6. April 2019.
5. ↑  Das Dresdner Institut für Kulturstudien. In: Kulturstudien Dresden. Abgerufen am 6. April 2019.
6. 1 2 3 4 5  Paul Kaiser: Wende an den Wänden. In: Sächsische Zeitung. 18. September 2017, S. 24.
7. ↑  AfD-Fraktion im Sächsischen Landtag, Abgeordnete Karin Wilke: Kleine Anfrage: Abhängen von DDR-Kunst in der Galerie Neue Meister Dresden. (PDF) 20. September 2017, abgerufen am 7. April 2019.
8. ↑  Staatsministerium für Wissenschaft und Kunst: Kleine Anfrage. In: Kleine Anfragen. 18. Oktober 2017, abgerufen am 7. April 2019.
9. 1 2  Paul Kaiser: Vortragsmanuskript / Vortrag „Der Dresdner Bilderstreit“ / Lingner Schloss Dresden am 7.12.2017. (PDF) In: Kulturstudien Dresden. 7. Dezember 2017, abgerufen am 7. April 2019.
10. 1 2 3  Anne Hähnig: DDR-Kunst: Oder kann das weg? In: ZEIT Online. 23. Oktober 2017, abgerufen am 7. April 2019.
11. 1 2  Stefan Locke: Bilderstreit im Albertinum: High Noon in Dresden. In: Frankfurter Allgemeine Zeitung. 16. November 2017, abgerufen am 7. April 2019.
12. 1 2  Michael Bartsch: Bilderstreit in Dresden: Die verletzte ostdeutsche Seele. In: TAZ. 7. November 2017, abgerufen am 7. April 2019.
13. ↑  Justus H. Ulbricht: „Bilderstreit mit Blickkontakt“im Dresdner Albertinum. In: Dresdner Neueste Nachrichten. 7. November 2017, abgerufen am 7. April 2019.
14. ↑  dpa: "Hinter der Maske": Museum Barberini zeigt DDR-Kunst. In: Monopol Magazin. 26. Oktober 2017, abgerufen am 7. April 2019.
15. ↑  Barbara Möller: Es war ja nicht alles grau. In: Die Welt. 28. Oktober 2017, abgerufen am 7. April 2019.
16. ↑  dpa: Barberini lockte 110.000 Besucher zu DDR-Kunst. In: Märkische Allgemeine. 4. Februar 2018, abgerufen am 7. April 2019.
17. 1 2 3 4  Marlen Hobrack: Bilderstreit – Angriff der Heulsusen. In: Der Freitag. 7. August 2018, abgerufen am 7. April 2019.
18. ↑  Ulrike Gastmann: Dresden – Schönste Stadt. In: ZEIT Online. 22. August 2018, abgerufen am 7. April 2019.
19. ↑  Neue Ausstellung: Arno Rink-Retrospektive in Leipzig. In: MDR Kultur. 18. April 2018, abgerufen am 7. April 2019.
20. ↑  Andreas Montag: Museum der bildenden Künste Leipzig: Retrospektive: Maler Arno Rink befragt sich selbst. In: Mitteldeutsche Zeitung. 10. Juni 2018, abgerufen am 7. April 2019 (deutsch).
21. ↑  Marlen Hobrack: Bilderstreit – Ein Kessel doch recht Buntes. In: Der Freitag. 5. Mai 2018, abgerufen am 7. April 2019.
22. 1 2 3  Leipziger Bildermuseum plant große Schau zu ostdeutscher Kunst. In: Leipziger Volkszeitung. 31. Juli 2018, abgerufen am 7. April 2019.
23. ↑  dpa: Bilderstreit: Leipziger Museum plant große Schau zu ostdeutscher Kunst. In: Monopol Magazin. 25. Juli 2018, abgerufen am 7. April 2019.
24. ↑  Markus Decker: bpb-Chef über westdeutsche Dominanz: „Es fehlen Übersetzer kultureller Differenzen“. In: Berliner Zeitung. 31. Oktober 2017, abgerufen am 7. April 2019 (deutsch).
25. ↑  Jakob Hayner: Kunst in der DDR: Gefühlt ein Volk. 30. November 2017, abgerufen am 7. April 2019.
26. ↑  Neue Sonderausstellung: DDR-Kunst im Dresdner Albertinum. In: MDR Kultur. 15. Juni 2018, abgerufen am 7. April 2019.
27. ↑  Kolonie Ost? In: ZDF Aspekte. 5. April 2019, abgerufen am 7. April 2019.
28. ↑  Ulrike Nimz: Kultursoziologie: Gras drüber. In: Süddeutsche Zeitung. 7. April 2019, abgerufen am 7. April 2019.
29. ↑  Reinhard Wengierek: Komplementärfarben zum Rot, Konfetti im Wind. In: Die Welt. 5. September 1997, abgerufen am 6. April 2019.
30. ↑  Marlene Heidel: Bilder außer Plan: Kunst aus der DDR und das kollektive Gedächtnis. Lukas Verlag, Berlin 2015, ISBN 978-3-86732-218-8, S. 230.
31. ↑  Ohne Uns! Dresden. 2009, abgerufen am 6. April 2019.
32. ↑  Ausstellung "60-40-20": Kunst in Leipzig seit 1949. In: Ostdeutsche Sparkassenstiftung. 2009, abgerufen am 6. April 2019.
33. ↑  Jörg-Heiko Bruns: Sachsen am Meer: Kunstsammlung Gera zeigt thematische Schau. In: Thüringer Allgemeine. 29. Juli 2010, abgerufen am 6. April 2019.
34. ↑  Birgit Kummer: Erfurter Angermuseum lädt zu "Tischgespräch mit Luther" ein. In: Thüringer Allgemeiner. 20. Oktober 2012, abgerufen am 6. April 2019.
35. ↑  Franziska Nössig: DDR und Dornenkrone: Ausstellung im Angermuseum Erfurt. In: Thüringische Landeszeitung. 19. Oktober 2012, abgerufen am 6. April 2019.
36. ↑  Steffen Weiß: Vortrag von Kurator Dr. Paul Kaiser in der Ausstellung „Schaffens(t)räume Atelierbilder und Künstlermythen in der ostdeutschen Kunst“ in Gera. In: Mein Anzeiger. 5. Dezember 2012, abgerufen am 6. April 2019.
37. ↑  dpa: «Abschied vom Ikarus»: Neuer Blick auf die Bildwelten in der DDR. In: Mitteldeutsche Zeitung. 17. Oktober 2012, abgerufen am 6. April 2019 (deutsch).
38. ↑  Paul Kaiser: Vision der Sonnensucher. Dr. Paul Kaiser über Auftragskunst der Wismut. In: Sächsische Landeszentrale für politische Bildung. 2013, abgerufen am 6. April 2019.
39. ↑  Sylvia Eigenrauch: Positionszeichen aus Gera: Ausstellung zur Wismut-Kunst eröffnet. In: Ostthüringer Zeitung. 1. Juni 2015, abgerufen am 6. April 2019.
40. ↑  Roter Oktober. Kommunismus als Fiktion und Befehl Neue Sächsische Galerie – Museum für zeitgenössische Kunst. In: Neue Sächsische Galerie. 2017, abgerufen am 6. April 2019.
41. ↑  Michael Meyer: Das Bild des Menschen: Ahrenshoop feiert 125 Jahre Künstlerkolonie mit Blick zurück, in die Gegenwart und nach vorn. In: Ostsee-Zeitung. 27. März 2017, abgerufen am 6. April 2019.
42. ↑  Lydia Werner: Ausstellung im Angermuseum: Josep Renau und sein Erfurter Wandbild. In: Thüringer Allgemeiner. 6. April 2017, abgerufen am 6. April 2019.
43. ↑  dpa: Ausstellung zeigt Bergbau im Spiegel der DDR-Kunst. In: Berliner Morgenpost. 27. April 2018, archiviert vom Original am 6. April 2019 (deutsch).
44. ↑  Ulrike Thielmann: Ausstellung: "Point of No Return" – Kunstmuseum Leipzig blickt auf Friedliche Revolution. In: MDR Kultur. 22. Juli 2019, abgerufen am 22. Juli 2019.
45. ↑  Sittes Welt - Das Kunstmuseum Moritzburg Halle (Saale) - Kulturstiftung Sachsen-Anhalt. Abgerufen am 23. Oktober 2022.
46. ↑  Hella Kaiser: Sitte-Ausstellung in Halle: Marx und Macht. In: Tagesspiegel. 11. November 2021, abgerufen am 23. Oktober 2022.
47. ↑  Vladimir Balzer: Retrospektive Willi Sitte in Halle - Als Künstler gescheitert. In: Deutschlandfunk Kultur. 30. September 2021, abgerufen am 23. Oktober 2022.
48. ↑  Lars Schumann: Katalog zur Ausstellung „Arno Rink. Ich male!“ zu den Schönsten Büchern Deutschlands 2019 ausgewählt. In: Leipzig Info. 18. Juni 2019, abgerufen am 18. Juni 2019.
49. ↑  Cordula Passow: KATALOG „ARNO RINK. ICH MALE!“ In: Weltexpresso. 18. Juni 2019, abgerufen am 18. Juni 2019.

| Personendaten    | Personendaten                                                     |
| ---------------- | ----------------------------------------------------------------- |
| NAME             | Kaiser, Paul                                                      |
| KURZBESCHREIBUNG | deutscher Kunst- und Kulturwissenschaftler, Kurator und Publizist |
| GEBURTSDATUM     | 1961                                                              |
| GEBURTSORT       | Freiberg, Deutschland                                             |